# 尾関俊浩
尾関 俊浩（おぜき としひろ）は、北海道教育大学札幌校、教授。理科教育を担当。

## 来歴
- 北海道大学大学院 理学研究科 博士後期課程 博士課程 修了 博士（理学） 。

## 研究
研究テーマは「雪や寒さの教材化」、「雪氷災害科学」、「雪氷物理学」である。雪崩や列車着雪、船体着氷などの雪害についてその発生メカニズムの研究を行っている。
取得した研究費は以下のとおりである。
- 2010/04 - 海水飛沫着氷が含むブラインに着目した着氷防止および除氷対策の研究  （基盤研究(B)）
- 2007/04 - 2010/03 高機能性素材を用いた航行安全設備の着氷防止対策の研究  （基盤研究(B)）

## 所属学会
- 国際雪氷学会（IGS）
- 日本自然災害学会
- 日本雪氷学会
- 日本物理学会

## 著書
- 日本雪氷学会 編『積雪観測ガイドブック』朝倉書店、2010年